# Cotulades leucospila
Cotulades leucospila es una especie de coleóptero de la familia Zopheridae.

## Distribución geográfica
Habita en Nueva Gales del Sur y Tasmania (Australia).